# Нойштедтель (Паншвиц-Кукау)

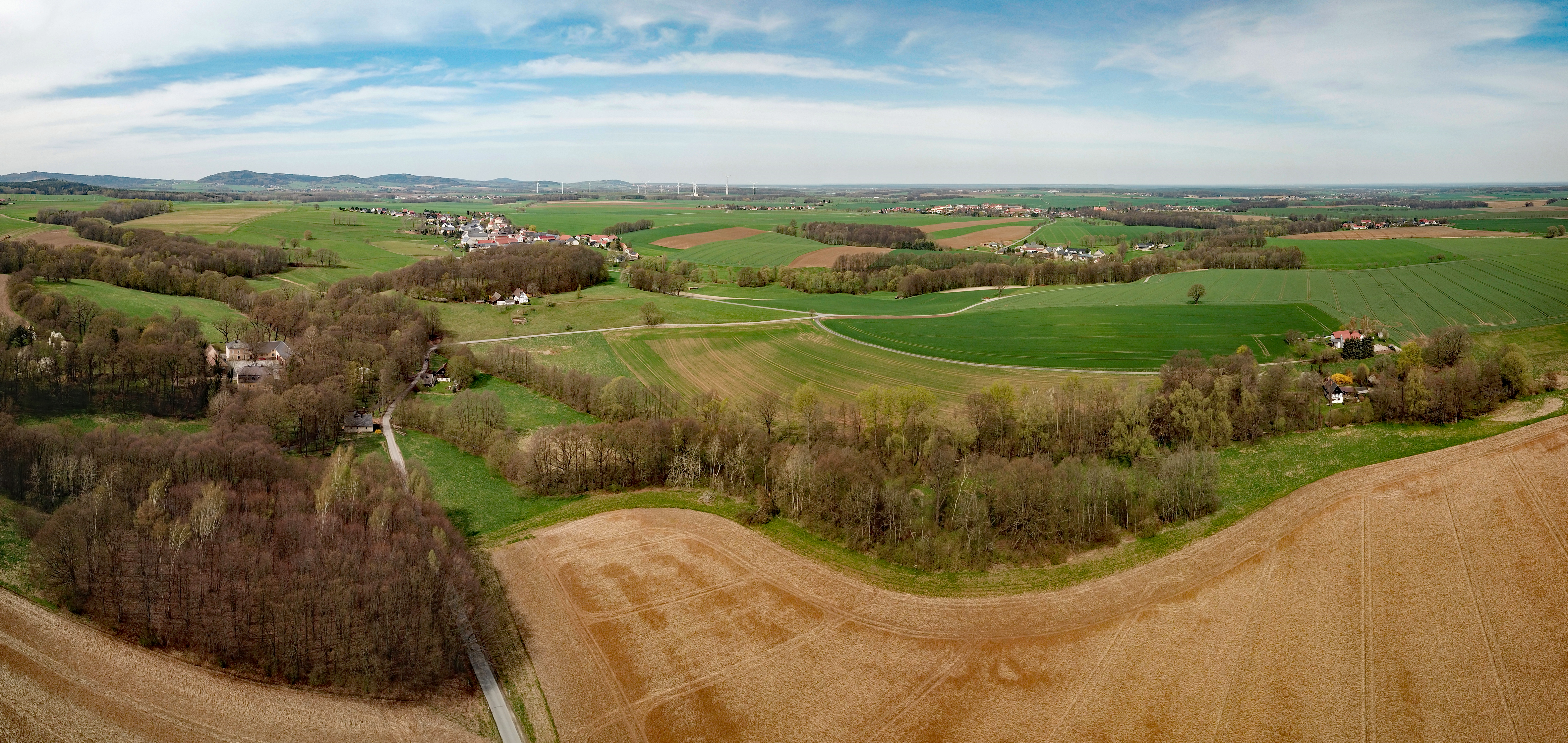

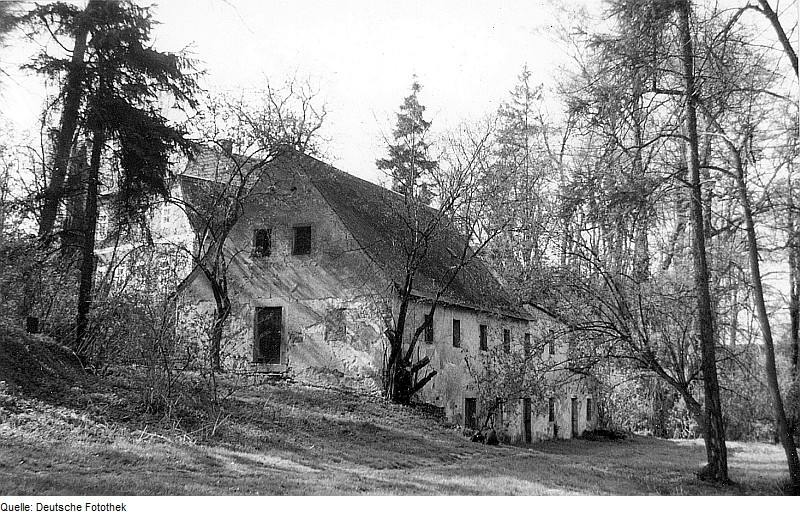
Бывшая мельница

Но́йштедтель или Но́ве-Ме́стачко (нем. Neustädtel; в.-луж. Nowe Městačko) — деревня в Верхней Лужице, Германия. Входит в состав коммуны Паншвиц-Кукау района Баутцен в земле Саксония. Подчиняется административному округу Дрезден.

## География
Располагается в долине реки Клостервассер.
Соседние населённые пункты: на юго-востоке — деревня Йедлица коммуны Буркау, на юге — деревня Буковц коммуны Буркау и на северо-западе — деревня Вотров.

## История
Впервые упоминается в 1508 году под наименованием Newstetil.
С 1950 по 1994 года входила в состав коммуны Остро. С 1994 года входит в современную коммуну Паншвиц-Кукау.
В настоящее время деревня входит в состав культурно-территориальной автономии «Лужицкая поселенческая область», на территории которой действуют законодательные акты земель Саксонии и Бранденбурга, содействующие сохранению лужицких языков и культуры лужичан.
Исторические немецкие наименования.
- Newstetil, 1508
- Neustedtel, 1544
- Neu Stättel, 1658
- Neustedtel, 1791
- Neustädtel, 1875

## Население
Официальным языком в населённом пункте, помимо немецкого, является также верхнелужицкий язык.
Согласно статистическому сочинению «Dodawki k statisticy a etnografiji łužickich Serbow» Арношта Муки в 1884 году в деревне проживало 40 человек (из них — 32 серболужичанина (80 %)).
| 1834 | 1871 | 1890 | 1910 | 1925 | 1939 | 1946 | 2005 | 2010 | 2015 | 2017 |
| ---- | ---- | ---- | ---- | ---- | ---- | ---- | ---- | ---- | ---- | ---- |
| 30   | 21   | 41   | 24   | 20   | 39   | 51   | 5    | 9    | 10   | 10   |

## Достопримечательности
Памятники культуры и истории земли Саксония
- Жилой дом, Wiesengrund 2, 18 век (№ 09228006).
- Жилой дом, Wiesengrund 3, 18 век (№ 09228005).
- Здание усадьбы, Wiesengrund 6, 10; 19 век (№ 09228004).